# Церковь Успения Пресвятой Богородицы (Григорьевка)
Церковь Успения Пресвятой Богородицы (Свято-Успенский храм, Успенский храм) — православный храм в селе Григорьевка Ростовской области; Ростовская епархия, Матвеево-Курганское благочиние.

## История
Храм Во имя Успения Пресвятой Богородицы был построен в 1906 году в селе Григорьевка на пожертвования его жителей. Церковь была выполнена из местного камня — ракушечника; однопрестольная, с небольшой трапезной и двухъярусной колокольней. Согласно Ведомости о церкви за 1912 год, храм числился как приписная церковь к Вознесенскому храму слободы Федоровка (ныне село) Таганрогского округа Донской епархии.
После Октябрьской революции храм продолжал действовать до начала 1930-х годов. Затем был закрыт и переоборудован в склад для хранения зерна. После Великой Отечественной войны, по просьбе жителей села, богослужения в церкви возобновили. Но в 1960-е годы храм был закрыт и в нём снова оборудовали склад. Церковная утварь была разграблена, иконостас уничтожен; в одной из стен был пробит проем для проезда автомобилей, один из боковых входов был заложен камнем.
В 2000 году была возобновлена деятельность местного прихода и церковь начали восстанавливать силами прихожан. В 2010 году началась богослужебная деятельность. В настоящее время храм продолжает восстанавливаться, богослужения в нём проводятся регулярно. Настоятель храма — иеромонах Нил (Белоусов).
По мнению местных краеведов, храм обладает архитектурными достоинствами — выразительностью силуэта и пропорциональностью своих фасадов. 
Адрес: 346966, Ростовская область, Матвеево-Курганский район, село Григорьевка, ул. Советская, 10А.